# Jultomtens dotter
Jultomtens dotter (danska: Julemandens datter) är en dansk julfilm från 2018 i regi av Christian Dyekjær efter ett manus av Uffe Rørbæk Madsen.
2020 kom uppföljaren Jultomtens dotter: Jakten på Kung Vinters kristall.

## Handling
Lars hittar en guldskatt i en gravhög. Han kommer inte långt eftersom han blir attackerad av en okänd varelse. Hos tomten vill hans dotter Lucia gå i tomteklassen, men får inte eftersom hon är en tjej. Hon vinner det årliga lotteriet och önskar gå i tomteklassen. Hon får lov om hon kan uppfylla Alberts önskan. Alberts önskan är att hans pappa Lars blir frisk. Nere i Danmark går Lucia med Albert för att lösa gåtan i gravhögen, men jagas av museichefen Gorm.

## Rollista
- Martin Buch – Julius, jultomten
- Mia Lyhne – Claudia, jultomtens fru
- Ella Testa Kusk – Lucia, jultomtens dotter
- Peter Sejer Winther – Albert
- Anders Brink – Lars, arkeolog
- Julie Agnete Vang – Lisbeth, Lars fru
- Nicolaj Kopernikus – Gorm, Lars chef
- Ulf Pilgaard – rektor
- Kristian Halken – Litteramus
- Mette Horn – Krampus
- Peter Gantzler – Santa Claus
- Rumle Grunwald Falk – Claus Jr.
- Hans Holtegaard – slottsmuseivakt
- Marianne Høgsbro – lärare i flickklassen
- Kristian Fjord – jullärare i gymnastiksalen
- Ebbe Sørensen – Olrik
- Mette Lysdahl – sjuksköterska
- Mikkel Stubbe Teglbjærg – läkare
- Gemma Karlsen – Melanie Claus
- Michael Bjørn Schumer – pappa på julmarknad
- Micah Gomez – Petit Noel
- Magnus Ohlendorf – Grijze Pieter

## Produktion

### Bakgrund
Flera inblandade i produktionen hade tidigare arbetat på julfilmen Emma och Jultomten däribland manusförfattaren Uffe Rørbæk Madsen och producenten David C. H. Østerbøg.

### Produktion
Filmen producerades av Deluca Film med stöd från Danska filminstitutet, TV 2, Viborgs kommun och Den Vestdanske Filmpulje och distribuerades i Danmark av Scanbox Entertainment.
Filmen spelades bland annat in i Viborg och i festsalen på Viborg katedralskola.